# Język średnio-wysoko-niemiecki
Język średnio-wysoko-niemiecki (niem. Mittelhochdeutsch) – historyczna forma języka niemieckiego. Formę tę poprzedza język staro-wysoko-niemiecki, zaś po niej nastąpił język wczesno-nowo-wysoko-niemiecki.
Badacze przyjmują, że funkcjonowała ona w przybliżeniu w okresie między rokiem 1050 a 1350. Niektóre źródła za cezurę końcową przyjmują rok 1500.
Chociaż nigdy nie powstał standardowy język średnio-wysoko-niemiecki, to prestiż domu Hohenstaufów spowodował wyłonienie się w końcu XII wieku ponadregionalnego, opartego na dialekcie szwabskim języka literackiego (mittelhochdeutsche Dichtersprache). Jednak obraz tego języka nieco zniekształca fakt, że nowoczesne wydania tekstów z tego okresu starają się ujednolicać pisownię, wskutek czego język pisany sprawia wrażenie większej spójności, niż to miało miejsce w rękopisach. „Tak zwany klasyczny język średnio-wysoko-niemiecki istniał tylko w postaci swoich wariantów lokalnych, był językiem na wskroś literackim, używanym jedynie w wersji pisemnej.”

## Teksty
Twórczość literacka koncentrowała się głównie w Niemczech południowych, na terenach bawarsko-alemańskich. Tam były najsilniejsze wpływy kultury francuskiej. Główni przedstawiciele liryki i epiki dworskiej i rycerskiej, to: Hartmann von Aue, Gottfried von Straßburg, Wolfram von Eschenbach. Do najbardziej znanych minnesingerów (piewców piękna i miłości) należał Walther von der Vogelweide. Nieznany z nazwiska jest autor eposu bohaterskiego Pieśń o Nibelungach (Nibelungenlied, ok. roku 1200). Powstawały też teksty religijne, w tym Annolied, czyli Pieśń o arcybiskupie Anno z Kolonii (ok. 1090) i (pod koniec XIII w.) teksty mistyków.

## Periodyzacja
Jak zwykle w takich wypadkach daty początku i końca okresu są wyłącznie orientacyjne.
Istnieje kilka kryteriów, które odróżniają język średnio-wysoko-niemiecki od wcześniejszego staro-wysoko-niemieckiego:
- osłabienie nieakcentowanych samogłosek do /e/ – taga → tage („dni”),
- pełne rozwinięcie przegłosu (umlautu) i jego zastosowania do oznaczenia kilku kategorii morfologicznych,
- ubezdźwięcznienie końcówek – tag → tac („dzień”).
- Pojawiło się w tym okresie wiele zapożyczeń z języka francuskiego, m.in.: Abenteuer, Turnier, Lanze, Preis, Tanz[4]

Z punktu widzenia kulturowego, te dwa okresy odróżnia przejście od kultury piśmiennej tworzonej wyłącznie w kręgach kościelnych do kultury skupionej wokół dworów arystokracji średniowiecznej. Dwór cesarski w Wiedniu, powstanie silnego szwabskiego domu Hohenstaufów, a później Habsburgów spowodowały, że południowe Niemcy zyskały dominującą polityczną i kulturalną pozycję.
Przejście do następnej formy języka wczesno-nowo-wysoko-niemieckiego związane jest z:
- dyftongizacją długich samogłosek i wydłużeniem krótkich, w wyniku czego powstał system samogłoskowy identyczny z systemem współczesnego niemieckiego – hûs → Haus („dom”); sagen → sagen /sa:gen/ („powiedzieć”)
- utratą nieakcentowanych samogłosek – vrouwe → Frau („kobieta”)[5].

W następnym okresie dwory przestają być głównymi centrami kulturowymi, a ich miejsce zajmą miasta.